# جامعة لفيف التطبيقية الوطنية
جامعة لفيف التطبيقية الوطنية مؤسسة تعليم عالي أوكرانية، (بالأوكرانية: Націона́льний університе́т «Льві́вська політе́хніка) هي جامعة تقع في لفيف أوبلاست، أوكرانيا. أُسِّسَت هذه الجامعة في سنة 1816.